# Zubin Percy Muncherji
Zubin Percy Muncherji (* 23. Juni 1996 in Singapur) ist ein singapurischer Leichtathlet, der sich auf den Sprint spezialisiert hat. Er ist der momentane Inhaber des Landesrekords über 400 Meter.

## Sportliche Laufbahn
Erste internationale Erfahrungen sammelte Zubin Percy Muncherji im Jahr 2013, als er bei den Jugendweltmeisterschaften in Donezk mit 49,20 s im 400-Meter-Lauf in der ersten Runde ausschied. Anschließend nahm er über diese Distanz erstmals an den Südostasienspielen in Naypyidaw teil, schied aber auch dort mit 48,89 s im Vorlauf aus. Im Jahr darauf scheiterte er bei den Juniorenasienmeisterschaften in Taipeh im 200-Meter-Lauf mit 22,03 s in der ersten Runde und belegte über 400 Meter in 47,74 s den fünften Platz. Bei den Südostasienspielen 2015 in Singapur erreichte er in 47,87 s den sechsten Platz und 2017 wurde er bei den Südostasienspielen in Kuala Lumpur in 3:15,44 min Fünfter mit der singapurischen 4-mal-400-Meter-Staffel. 2018 nahm er erstmals an den Asienspielen in Jakarta teil und erreichte dort das Halbfinale über 400 Meter, in dem er mit 47,88 s ausschied. 2019 schied er bei den Südostasienspielen in Capas im Einzelbewerb mit 48,75 s in der Vorrunde aus und erreichte mit der Staffel in 3:12,35 min Rang fünf. Anschließend studierte er bis 2022 an der University of Indiana in den Vereinigten Staaten. 2023 kam er bei den Südostasienspielen in Phnom Penh mit 48,26 s nicht über den Vorlauf über 400 Meter hinaus und belegte mit der Staffel in 3:10,11 min den fünften Platz. Anschließend kam er bei den Asienmeisterschaften in Bangkok mit 47,97 s nicht über den Vorlauf über 400 Meter hinaus und verpasste mit der Staffel mit 3:11,65 min den Finaleinzug. Im Oktober schied er bei den Asienspielen in Hangzhou mit 3:13,22 min im Vorlauf mit der Staffel aus.
2025 verpasste er mit der 4-mal-400-Meter-Staffel mit 3:16,28 min den Finaleinzug bei den Asienmeisterschaften in Gumi.
2025 wurde Muncherji singapurischer Meister in der 4-mal-400-Meter-Staffel.

## Persönliche Bestleistungen
- 200 Meter: 22,03 s (+1,0 m/s), 14. Juni 2014 in Taipeh
  - 200 Meter (Halle): 22,60 s, 26. Januar 2018 in Bloomington
- 400 Meter: 47,02 s, 12. Mai 2018 in Bloomington (singapurischer Rekord)
  - 400 Meter (Halle): 48,50 s, 6. Januar 2018 in Bloomington (singapurischer Rekord)